# Resch (Stadt)
Resch (russisch Реж) ist eine Stadt in der Oblast Swerdlowsk (Russland) mit 38.215 Einwohnern (Stand 14. Oktober 2010).

## Geografie
Die Stadt liegt östlich des Mittleren Urals, etwa 80 km nordöstlich der Oblasthauptstadt Jekaterinburg am gleichnamigen Fluss Resch, dem rechten Quellfluss der Niza im Flusssystem des Ob.
Resch bildet einen gleichnamigen Stadtkreis.
Die Stadt liegt an der 1916 eröffneten Eisenbahnstrecke Jekaterinburg – Tawda.

## Geschichte
Resch entstand 1773 im Zusammenhang mit der Errichtung eines Eisenwerkes, welches bis ins beginnende 20. Jahrhundert für seine Kunstschmiedeerzeugnisse bekannt war. 1943 erhielt der Ort Stadtrecht. In Resch bestand das Kriegsgefangenenlager 523 für deutsche Kriegsgefangene des Zweiten Weltkriegs.

### Bevölkerungsentwicklung
| Jahr | Einwohner |
| ---- | --------- |
| 1939 | 9.726     |
| 1959 | 21.298    |
| 1970 | 29.895    |
| 1979 | 37.905    |
| 1989 | 43.429    |
| 2002 | 39.881    |
| 2010 | 38.215    |

Anmerkung: Volkszählungsdaten

## Kultur und Sehenswürdigkeiten
Im Stadtzentrum von Resch ist ein Teil der historischen Holzbebauung erhalten, außerdem die Kirche Johannes' des Täufers auf dem Orlowberg (церковь Иоанна Предтечи на Орловой горе/ zerkow Ioanna Predtetschi na Orlowoi gore) und die Kirche Christi Geburt (церковь Рождества Христова/ zerkow Roschdestwa Christowa).
Die Stadt besitzt ein Historisches Museum.

## Wirtschaft
In der Nähe der Stadt werden Nickelerze gefördert, auf deren Grundlage die Reschnikel AG in der Stadt eine Nickelhütte betreibt. Außerdem gibt es eine Maschinenfabrik und Betriebe der Holz- und Bauwirtschaft.
Resch wird von einem Landwirtschaftsgebiet umgeben.